# Стамателопулос, Никитас
Никитас Стамателопулос (греч. Νικήτας Σταματελόπουλος), он же Никитарас (греч. Νικηταράς — в греческом языке имеет значение Никита-богатырь), он же Туркоед (греч. Τουρκοφάγος) (1782 — 1849) — один из наиболее известных героев Революции 1821—1829 годов.

## Биография
Никитарас родился в 1782 году в маленьком селе Недуса в Месинии, у подножия горы Тайгет в 25 км от города Каламата. Один из основных вождей Греческой революции Теодорос Колокотронис приходился ему дядей.
Отец Никитараса, клефт Стамателос, был женат на Софии Каруцу, которая приходилась сестрой жене Теодоросу Колокотронису. Детские годы Никитарас провёл в селе. В возрасте 11 лет он последовал за своим отцом, в отряд клефтов. В дальнейшем он перешёл в отряд известного клефта Захариаса (Барбициотиса), где и отличился своим мужеством. Никитарас женился на дочери Захариаса, Ангелине.
В 1805 году в ходе карательных турецких операций погиб отец Никитараса, и тот последовал за своим дядей Колокотрони на Ионические острова, перешедшие из французского под российский контроль. Здесь он вступил в греческие батальоны, организованные Ф. Ф. Ушаковым, и участвовал в военных действиях в Италии против Наполеона. После поражения России и Австрии при Аустерлице и согласно Тильзитскому миру, Ионические острова снова перешли под французский контроль. Никитарас некоторое время служил французам, но позже те решили расформировать греческие батальоны. Окончательно греческие отряды были распущены англичанами, после того как острова перешли под их контроль в результате поражения Наполеона. В 1818 году, находясь уже в городе Каламата, Никитарас был посвящён в тайное общество «Филики Этерия». Чуть позже Никитарас был вовлечён одним из апостолов этеристов Анагностарасом в подготовку восстания на полуострове Пелопоннес.
Когда разразилась Греческая революция, Никитарас вместе с другими военачальниками вошёл 23 марта 1821 года в Каламату. После этого он направился к городу-крепости Триполи и принял участие в его осаде. 12—13 мая 1821 года Никитарас командовал отрядом 800 бойцов в сражении при Валтеци. Через несколько дней, командуя отрядом в 200 бойцов, в битве при Долиане противостоял 6 тысячам турок, которые оставили на поле боя 300 убитых и все свои орудия. После Долиана он и получил свой зловещий эпитет «Туркоед».

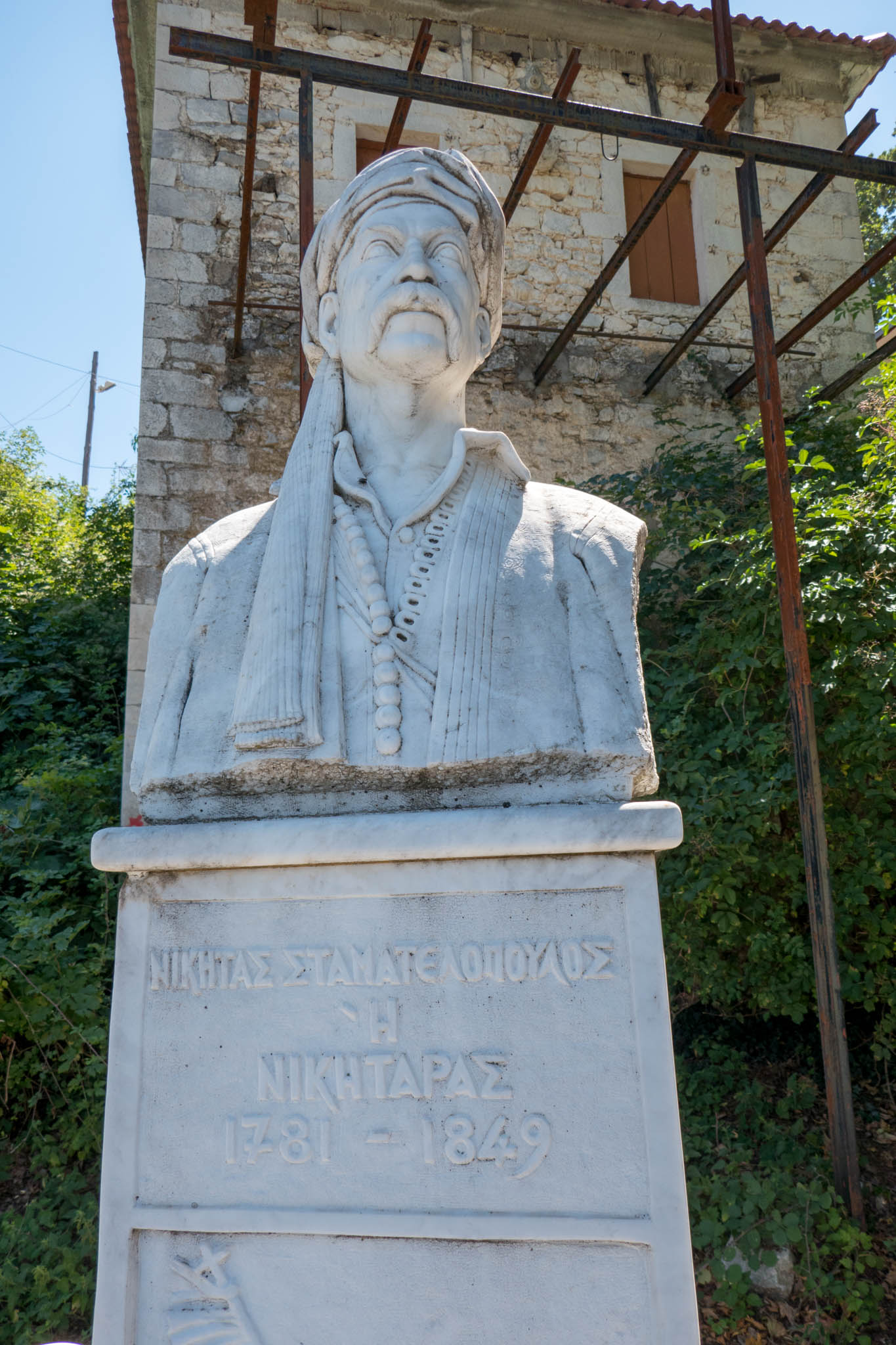
Бюст Никитараса у «Ручья Цаконас» в Ано-Долиана, Аркадия, где проходила Битва при Долиане.

После Долиана, следуя указанию Колокотрониса, Никитарас направился к городу Нафплион и участвовал в его осаде. После чего направился в Среднюю Грецию, где Одиссей Андруцос пытался отвоевать город Левадия. Здесь Никитарас и побратался с Андруцосом. Вернувшись на Пелопоннес, Никитарас участвовал во взятии Триполицы 23 сентября 1821 года. Никитарас был одним из немногих, отказавшихся принять участие в дележе трофеев после взятия города.
В декабре 1821 года Никитарас вновь принял участие в продолжающейся осаде Нафплиона. В апреле 1822 года Никитарас снова в Средней Греции, во главе отряда в 700 бойцов, где вместе с Одиссем Андруцосом воюет при Стилисе и Айия-Марине. 26—28 июля 1822 года в битве при Дервенакии Никитарас вместе с Колокотронисом и другими военачальниками разгромил армию Драмали-паши. Его вклад в эту победу стал решительным, после того как Никитарас перекрыл Драмали дорогу в Агиос-Состис и вынудил его к отступлению. Турки оставили на поле боя 3 тысячи убитыми. Двумя днями позже Никитарас перекрыл дорогу Драмали у Агионори, где турки оставили 600 человек убитыми.
Во время греческой междоусобицы 1823 года, Никитарас, хоть и встал на сторону Колокотрониса против правительства Кунтуриотиса, но избегал принимать участие в военных столкновениях. После победы правительственных сил Никитарас ушёл в Месолонгион под командование Д. Макриса и вместе с ним отражал атаки турок Кютахи-паши во время второй осады города.
Поле того как на Пелопоннес высадились египетские войска Ибрагим-паши, правительство предоставило амнистию и Никитарас вернулся во главе отряда на п-ов, где принял участие в сражениях против египтян. Одновременно Никитарас отказался подписывать затеянное Маврокордато т. н. «Голосование зависимости», которое признавало Британию как единственную защитницу Греции.
В 1826 году Никитарас с отрядом в 800 бойцов последовал за Георгисом Караискакисом в его экспедицию в Восточную Среднюю Грецию и участвовал в победоносном сражении при Арахова в ноябре 1826 года. Заболев во время этой экспедиции, Никитарас был вынужден вернуться в Нафплион. Выздоровев, он под командованием Колокотрониса принимал участие в боях против войск Ибрагим-паши на Пелопоннесе. Третьим национальным собранием в Трезене Никитарас был назначен командиром гвардии. Позже он вернулся под командование Караискакиса в Ср. Грецию, Аттика, но после поражения греческих сил в Фалероне 24 апреля 1827 года Никитарас вернулся на Пелопоннес и продолжил военные действия против Ибрагим-паши в Мессении.

## После освобождения
После Освобождения Никитарас стал сторонником партии «напеев» дружественной Росси (в отличие от двух других, дружественных соответственно Британии и Франции). Никитарас защищал права ветеранов и народа от иностранных посягательств. После прибытия Каподистрии Никитарас стал одним из самых близких его сотрудников. В Четвёртом Национальном собрании в городе Аргосе в 1829 году Никитарас участвовал как депутат от Леонтари (Аркадия).
При короле Оттоне и баварском правлении Никитарас не принимал активного участия в политической жизни, но открыто высказывал свою неприязнь к баварцам. После антибаварского выступления в Мессении в августе 1834 года Никитарас был арестован и ненадолго заключён в тюрьму.
В 1839 году он был снова арестован по обвинению в заговоре против короля Оттона как участник фило-православного общества.
Никитарас проходил по следствию как военный руководитель этой организации, которая ставила себе целью освобождение находящихся ещё под турецкой оккупацией греческих земель и поддержку православной вере. Правительство Оттона также подозревало, что Никитарас и другие русофилы ставили целью свержение баварца Оттона, в пользу какого-нибудь русского князя. Никитарас был заключён в крепость Паламиди (Нафплион), но 11 июля 1840 года освобождён судом за отсутствием улик. Однако решение суда разъярило короля Оттона, и Никитарас был снова заключён, на этот раз на острове Эгина. Все это подорвало здоровье Никитараса. В сентябре 1841 года после амнистии Никитарас был освобождён, будучи уже почти слепым.
После своего освобождения Никитарас прожил последние годы своей жизни вместе с семьёй в городе Пирее.
После революции 1843 года Никитарас получил звание генерала, а после конституционного восстания 3 сентября 1847 года был назначен сенатором, что дало ему также и скромную пенсию.
Никитарас продиктовал свои мемуары юристу Церцетису и литератору Суцосу.
У Никитараса было 2 дочки и сын. Сын стал офицером. Одна из дочерей сошла с ума, увидев состояние Никитараса после его заключения в Эгине.
Умер Никитарас 25 сентября 1849 года в Пирее, забытый, слепой и почти нищий.

## Память
Никита Стамателопулос-Никитарас — выдающаяся и героическая фигура Греческой революции. Для народной Музы он правая рука Колокотрониса: «впереди идёт Никита, за ним Колокотрони».
Вся его жизнь и деятельность, как в годы Освободительной войны, так и после Освобождения, характеризуется бескорыстностью, решительностью, мужеством, но и скромностью: «первый в опасности, уходящий от раздела трофеев». Тот единственный дамасский клинок, что насильно вручили ему его бойцы после боя в Агионори, Никитарас отдал при сборе денег, когда у правительства не было средств, чтобы отправить флот для снабжения осаждённого Месолонгиона. Он известен своими словами, сказанными во время третьей осады Месолонгиона. Когда он прибыл в город со снабжением, солдаты, не получавшие жалования несколько месяцев, спросили Никитараса, не привёз ли он с собой немного денег. Разгневанный Никита, бросив на землю меч убитого им турка, сказал: «у меня есть только мой меч и я с радостью отдам его за мое Отечество».
Некоторые соратники и историки называли его «чистым алмазом Революции». Даже у тех из греческих и иностранных современников и историков, которые предвзято относились к военачальникам из народа, не нашлось ни одного плохого слова в адрес Никитараса.
Отряды большинства военачальников состояли из их земляков, но у Никитараса в корпусе были выходцы из разных областей Греции, гречески добровольцы извне и христиане Смирны, другие восточные христиане, а также болгары, которые прибыли конюхами с турками на Пелопоннес (см Христос Дагович).
Греческие историки отмечают решающую роль Никитараса в разгроме Драмали-паши при Дервенакии. Поэтому Вардуниотис говорит, что Колокотронис — это Агамемнон экспедиции, а Никитарас — её Ахиллес.
Никому из политиков не удалось втянуть его в свои интриги. Так, когда франкофил Колети предложил ему убить Одиссея Андруцоса в обмен на место в правительстве, Никитарас с гневом отбросил предложение и продолжил свою дружбу с опальным военачальником.
За свои достоинства Никита получил от целый ряд прозвищ, такие как: Никитарас (Никита-богатырь), Туркоед, Туркоруб, Новый Ахилл (за свою быстроногость). Стала нарицательной поэтическая фраза: «где же и ты, крылоногий Никита» (греч. «Πού 'σαι και συ Νικηταρά, που 'χουν τα πόδια σου φτερά»).

## Примечание
Никитарас упоминается в поэме Рыцарь и Смерть греческого поэта Никос Гацос.
На одном из оружии Брентона Харрисона Тарранта была надпись "Turkofagos"